# Stanley Mann
Stanley Mann (* 8. August 1928 in Kanada; † 11. Januar 2016 in Los Angeles, Kalifornien) war ein kanadischer Drehbuchautor.

## Leben
1951 begann Manns Karriere mit seiner ersten Koproduktion. Er schrieb zusammen mit Anton Van De Water das Drehbuch zu The Butler’s Night Off. Es folgten weitere Drehbücher für Fernsehserien sowie Langfilme. Größter Erfolg wurde 1965 das Drehbuch zu Der Fänger, für das er und Coautor John Kohn 1966 für den Oscar sowie Golden Globe nominiert waren. Sein letztes Drehbuch schrieb er 1988 für Hanna’s War. Bekannt wurden seine späten Werke Conan der Zerstörer (1984), die Stephen-King-Verfilmung Der Feuerteufel (1984) und Ken Folletts Die Nadel. Gastauftritte von ihm gab es in Der Feuerteufel und Meteor (1979). 1995 war er ausführender Produzent bei Die Klasse von 1999.

## Filmografie
- 1951: The Butler’s Night Off
- 1955: Die Maus, die brüllte (The Mouse That Roared)
- 1961: Gebrandmarkt (The Mark)
- 1964: Die Strohpuppe (Woman of Straw)
- 1965: Der Fänger (The Collector)
- 1965: Sturm über Jamaika (A High Wind in Jamaica)
- 1965: Der Tag danach (Up From the Beach)
- 1967: Der Mann am Draht (Naked Runner)
- 1973: Theater des Grauens (Theatre of Blood)
- 1976: Auf der Fährte des Adlers (Sky Riders)
- 1978: Damien – Omen II
- 1978: Das Geheimnis des blinden Meisters (Circle of Iron)
- 1979: Meteor
- 1981: Die Nadel (Eye of the Needle)
- 1984: Der Feuerteufel (Firestarter)
- 1988: Conan der Zerstörer (Conan the Destroyer)
- 1988: Hanna’s War